# Gilette
Pour les articles ayant des titres homophones, voir Gillett et Gillette.
Gilette (Gileta (classique) / Gileto (mistralienne) [dʒi.ˈle.tʌ] dans le dialecte local) est une commune française située dans le département des Alpes-Maritimes en région Provence-Alpes-Côte d'Azur. Ses habitants sont appelés les Gilettois, en dialecte "si giletans" [si dʒi.le.ˈtãns].

## Toponymie
Gilette, autrefois Gelata ou Gileta, est un nom provenant du diminutif Gillers, venant du latin Aegidius, venant lui-même du grec aigidion. Le village tire son nom d’un ermite régional du VIIIe siècle. Plusieurs théories existent sur la signification de Gelata. André Compan penche pour un préfixe pré-indo-européen Gel à valeur oronymique, renforcé par le grec aigidion qui fait référence à un roc protecteur, ou à un bouclier. Vincent Paschetta suggère plutôt que la base Gel serait tiré du Mont Gélas, et proviendrait d’une mutation de Cal signifiant pierre saillante ou colline.

## Géographie

### Localisation
La commune de Gilette comprend deux zones urbaines et son territoire se partage entre la vallée du Var (Bec le l'Estéron, zone urbaine du Pont Charles-Albert à 132 m d'altitude en bordure du Var) et la vallée de l'Estéron, partie où se situe le village perché à 459 m d'altitude). Les deux zones urbaines sont distantes de 8 kilomètres.
C'est une des 45 communes du Parc naturel régional des Préalpes d'Azur.

### Catastrophes naturelles - Sismicité
Le 2 octobre 2020, de nombreux villages des diverses vallées des Alpes-Maritimes (Breil-sur-Roya, Fontan, Roquebillière, St-Martin-Vésubie, Tende...) sont fortement impactés par un "épisode méditerranéen" de grande ampleur. Certains hameaux sont restés inaccessibles jusqu'à plus d'une semaine après la catastrophe et l'électricité n'a été rétablie que vers le 20 octobre. L'Arrêté du 7 octobre 2020 portant reconnaissance de l'état de catastrophe naturelle a identifié 55 communes, dont Gilette, au titre des "Inondations et coulées de boue du 2 au 3 octobre 2020".
Commune située dans une zone de sismicité moyenne.

### Hydrographie et les eaux souterraines
Cours d'eau sur la commune ou à son aval :
- fleuve le Var,
- rivière l'Esteron,
- ruisseau le latti,
- ravins du ray, de li baus,
- les cascades du Lati[10].

Gilette dispose de deux stations d'épuration :
- Gilette Pont Charles-Albert, d'une capacité de 250 équivalent-habitants[11],
- Gilette Sainte-Anne, d'une capacité de 1100 équivalent-habitants[12].

### Climat
Pour des articles plus généraux, voir Climat de Provence-Alpes-Côte d'Azur et Climat des Alpes-Maritimes.
En 2010, le climat de la commune est de type climat méditerranéen franc, selon une étude du Centre national de la recherche scientifique s'appuyant sur une série de données couvrant la période 1971-2000. En 2020, Météo-France publie une typologie des climats de la France métropolitaine dans laquelle la commune est exposée à un climat méditerranéen et est dans la région climatique  Var, Alpes-Maritimes, caractérisée par une pluviométrie abondante en automne et en hiver (250 à 300 mm en automne), un très bon ensoleillement en été (fraction d’insolation > 75 %), un hiver doux (8 °C) et peu de brouillards. 
Pour la période 1971-2000, la température annuelle moyenne est de 13,1 °C, avec une amplitude thermique annuelle de 15,4 °C. Le cumul annuel moyen de précipitations est de 1 005 mm, avec 5,6 jours de précipitations en janvier et 3,5 jours en juillet. Pour la période 1991-2020, la température moyenne annuelle observée sur la station météorologique de Météo-France la plus proche, « Levens », sur la commune de Levens à 5 km à vol d'oiseau, est de 12,9 °C et le cumul annuel moyen de précipitations est de 982,1 mm. 
La température maximale relevée sur cette station est de 35,1 °C, atteinte le 28 juin 2019 ; la température minimale est de −7,8 °C, atteinte le 6 février 2012,,. 
Les paramètres climatiques de la commune ont été estimés pour le milieu du siècle (2041-2070) selon différents scénarios d'émission de gaz à effet de serre à partir des nouvelles projections climatiques de référence DRIAS-2020. Ils sont consultables sur un site dédié publié par Météo-France en novembre 2022.

### Voies de communications et transports

#### Voies routières
Accès par la M 901 à partir de la Route nationale 202.

#### Transports en commun
Transport en Provence-Alpes-Côte d'Azur
- Commune desservie par le réseau Lignes d'Azur[21].
- Navette séniors de la commune de Gilette[22].
- Gares des Chemins de fer de Provence[23].

### Intercommunalité
Depuis le 1er janvier 2014, Gilette fait partie de la métropole Nice Côte d'Azur. Elle était auparavant le siège de la communauté de communes de la vallée de l'Estéron, jusqu'à la disparition de celle-ci lors de la mise en place du nouveau schéma départemental de coopération intercommunale.

## Urbanisme

### Typologie
Au 1er janvier 2024, Gilette est catégorisée bourg rural, selon la nouvelle grille communale de densité à 7 niveaux définie par l'Insee en 2022.
Elle est située hors unité urbaine. Par ailleurs la commune fait partie de l'aire d'attraction de Nice, dont elle est une commune de la couronne,. Cette aire, qui regroupe 100 communes, est catégorisée dans les aires de 200 000 à moins de 700 000 habitants,.

### Occupation des sols
L'occupation des sols de la commune, telle qu'elle ressort de la base de données européenne d’occupation biophysique des sols Corine Land Cover (CLC), est marquée par l'importance des forêts et milieux semi-naturels (90,5 % en 2018), une proportion identique à celle de 1990 (90,5 %). La répartition détaillée en 2018 est la suivante : 
forêts (66,3 %), milieux à végétation arbustive et/ou herbacée (21,6 %), zones urbanisées (9,5 %), espaces ouverts, sans ou avec peu de végétation (2,6 %).
L'évolution de l’occupation des sols de la commune et de ses infrastructures peut être observée sur les différentes représentations cartographiques du territoire : la carte de Cassini (XVIIIe siècle), la carte d'état-major (1820-1866) et les cartes ou photos aériennes de l'IGN pour la période actuelle (1950 à aujourd'hui).

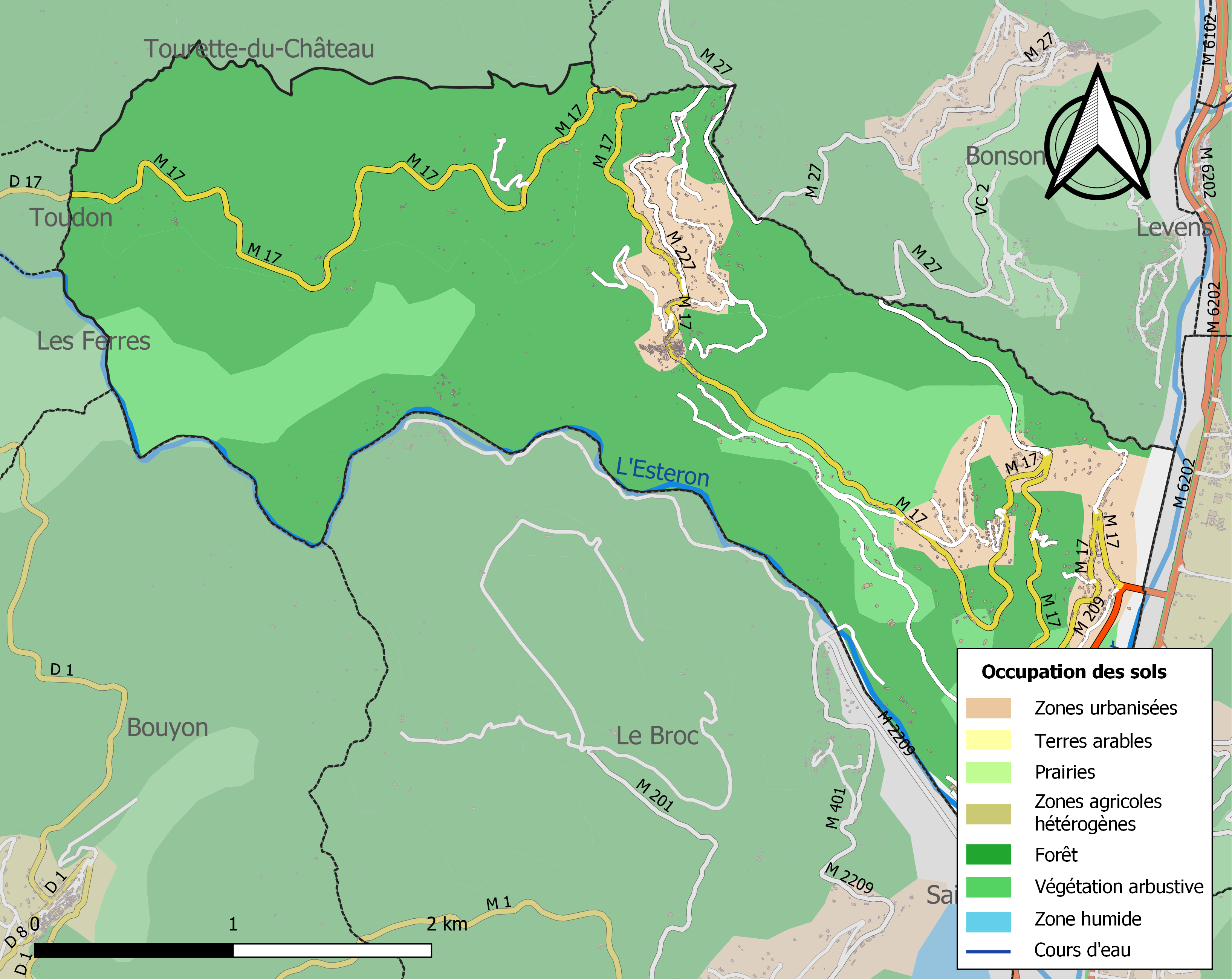
Carte de l'occupation des sols de la commune en 2018 (CLC).

## Histoire
Le site est occupé depuis mille ans avant J.-C., par les peuples celto-ligures au départ, puis par les Romains.
Le Château de Gilette a été construit par le comte de Provence Alphonse Ier (1157-1196), au XIIe siècle.
Les 18 et 19 octobre 1793, la bataille de Gilette voit la victoire de l'armée française contre les armées sardes et autrichiennes.

## Héraldique
| Blason de Gilette | Blason  | De gueules à la tour d’argent maçonnée de sable, soutenue et supportée à dextre par un ours contourné d’or et à senestre par un lion du même, |
| Blason de Gilette | Détails | Le statut officiel du blason reste à déterminer.                                                                                              |

## Politique et administration

### Liste des maires
| Période                                  | Période      | Identité                  | Étiquette | Qualité                                                                |
| ---------------------------------------- | ------------ | ------------------------- | --------- | ---------------------------------------------------------------------- |
| Les données manquantes sont à compléter. |              |                           |           |                                                                        |
| 1860                                     | 1860         | Joseph Glausserand        |           |                                                                        |
| 1860                                     | 1867         | Vial                      |           | Notaire                                                                |
| 1867                                     | 1870         | Victor Bruny              |           | Notaire                                                                |
| 1870                                     | 1871         | Commission administrative |           |                                                                        |
| 1871                                     | 1877         | Victor Bruny              |           | Notaire                                                                |
| janvier 1878                             | février 1878 | Marcellin Augier          |           |                                                                        |
| 12 février 1878                          | 3 mars 1878  | Jean Chabert              |           |                                                                        |
| mars 1878                                | 1881         | Antoine Pasquier          |           |                                                                        |
| 1881                                     | 1894         | Charles Scoffery          |           | Notaire                                                                |
| 1894                                     | 1896         | Jean-Baptiste Moret       |           |                                                                        |
| 1896                                     | 1925         | Eugène Boudoin            |           |                                                                        |
| 1925                                     | 1944         | Philippe Maicon           |           | Notaire                                                                |
| 1944                                     | 1947         | Miche Altare              |           |                                                                        |
| 1947                                     | 1959         | Pierre Niel               |           |                                                                        |
| 1959                                     | 1971         | Joseph Ferran             |           | Directeur d’école                                                      |
| 1971                                     | 1983         | François Rostan           |           |                                                                        |
| 1983                                     | 1993         | René Morani               | RPR       | Conseiller général du canton de Roquesteron                            |
| 1993                                     | 2014         | Pierre-Guy Morani         | UMP       | Conseiller général du canton de Roquesteron                            |
| 2014                                     | octobre 2020 | Patricia Demas            | LR        | Sénatrice des Alpes-Maritimes (2020 →) Réélue pour le mandat 2020-2026 |
| octobre 2020                             | En cours     | Yann Priout               |           | Élu à la suite de la démission de Patricia Demas élue sénatrice        |

### Budget et fiscalité 2019
En 2019, le budget de la commune était constitué ainsi :
- total des produits de fonctionnement : 1 641 000 €, soit 1 041 € par habitant ;
- total des charges de fonctionnement : 1 293 000 €, soit 757 € par habitant ;
- total des ressources d'investissement : 1 170 000 €, soit 752 € par habitant ;
- total des emplois d'investissement : 1 190 000 €, soit 755 € par habitant ;
- endettement : 1 356 000 €, soit 860 € par habitant.

Avec les taux de fiscalité suivants :
- taxe d'habitation : 11,57 % ;
- taxe foncière sur les propriétés bâties : 4,42 % ;
- taxe foncière sur les propriétés non bâties : 26,33 % ;
- taxe additionnelle à la taxe foncière sur les propriétés non bâties : 0,00 % ;
- cotisation foncière des entreprises : 0,00 %.

Chiffres clés Revenus et pauvreté des ménages en 2017 : médiane en 2017 du revenu disponible, par unité de consommation : 21 830 €.

## Population et société

### Démographie

#### Évolution démographique
L'évolution du nombre d'habitants est connue à travers les recensements de la population effectués dans la commune depuis 1793. Pour les communes de moins de 10 000 habitants, une enquête de recensement portant sur toute la population est réalisée tous les cinq ans, les populations de référence des années intermédiaires étant quant à elles estimées par interpolation ou extrapolation. Pour la commune, le premier recensement exhaustif entrant dans le cadre du nouveau dispositif a été réalisé en 2007.

En 2022, la commune comptait 1 617 habitants, en évolution de +3,26 % par rapport à 2016 (Alpes-Maritimes : +2,85 %, France hors Mayotte : +2,11 %).
| 1793 | 1800 | 1806 | 1822 | 1838 | 1848 | 1858 | 1861 | 1866 |
| ---- | ---- | ---- | ---- | ---- | ---- | ---- | ---- | ---- |
| 632  | 646  | 618  | 728  | 808  | 851  | 936  | 803  | 774  |

| 1872 | 1876 | 1881 | 1886 | 1891 | 1896 | 1901 | 1906 | 1911 |
| ---- | ---- | ---- | ---- | ---- | ---- | ---- | ---- | ---- |
| 728  | 679  | 682  | 634  | 679  | 627  | 664  | 709  | 720  |

| 1921 | 1926 | 1931 | 1936 | 1946 | 1954 | 1962 | 1968 | 1975 |
| ---- | ---- | ---- | ---- | ---- | ---- | ---- | ---- | ---- |
| 605  | 550  | 534  | 532  | 429  | 470  | 506  | 521  | 504  |

| 1982 | 1990  | 1999  | 2006  | 2007  | 2012  | 2017  | 2022  | - |
| ---- | ----- | ----- | ----- | ----- | ----- | ----- | ----- | - |
| 618  | 1 024 | 1 254 | 1 425 | 1 449 | 1 516 | 1 596 | 1 617 | - |

### Enseignement
Établissements d'enseignements :
- Écoles maternelle et primaire[42],
- Collèges à Saint-Martin-du-Var, Carros,
- Lycées à Vence.

### Santé
Professionnels et établissements de santé :
- Médecins à Gilette, Levens, Bouyon, Saint-Martin-du-Var,
- Pharmacies à Gilette, Levens,
- Hôpitaux à Villars-sur-Var, Saint-Jeannet.

### Cultes
- Culte catholique, Paroisse Notre-Dame de Miséricorde[44], Diocèse de Nice.

## Économie

### Entreprises et commerces

#### Agriculture
- Oliviers.
- Coopérative oléicole[45].

#### Tourisme
- Gilette accueille le village vacances du domaine de l'Olivaie[46] situé dans une ancienne olivaie[47].
- Chambres d'hôtes, Gîtes.
- Restaurants[48].

#### Commerces
- Commerces de proximité[49].

## Culture locale et patrimoine

### Lieux et monuments
- Le village est dominé par les ruines de son ancien château de l'Aiguille[50], qui offre un panorama sur la vallée de l'Estéron et son point de jonction avec le Var, plus bas dans la vallée. Le château est inscrit au titre des monuments historiques par arrêté du 28 juin 1933[51].
- On peut également y visiter :
  - l'église Notre-Dame-de-l'Assomption et Saint-Pierre[52], datant du XVIIe siècle. On peut voir dans l'église, au-dessus du maître autel, un tableau de Jacques Viany, peintre ayant travaillé à Vence entre 1614 et 1653, daté de 1640, Assomption de la Vierge et Apôtres[53], ainsi qu'un tableau de Louis-Abraham van Loo daté de 1707, Saint Pierre délivré par l'ange[54], dans la chapelle latérale dédiée à ce saint.
  - la chapelle Saint-Pancrace[55],
  - la chapelle Saint-Roch[56],
  - la chapelle Saint Honoré[57].
- Monument aux morts[58].

Patrimoine rural :
- Le vieux pigeonnier[59].
- Fontaine sur pont, four communal, lavoir.

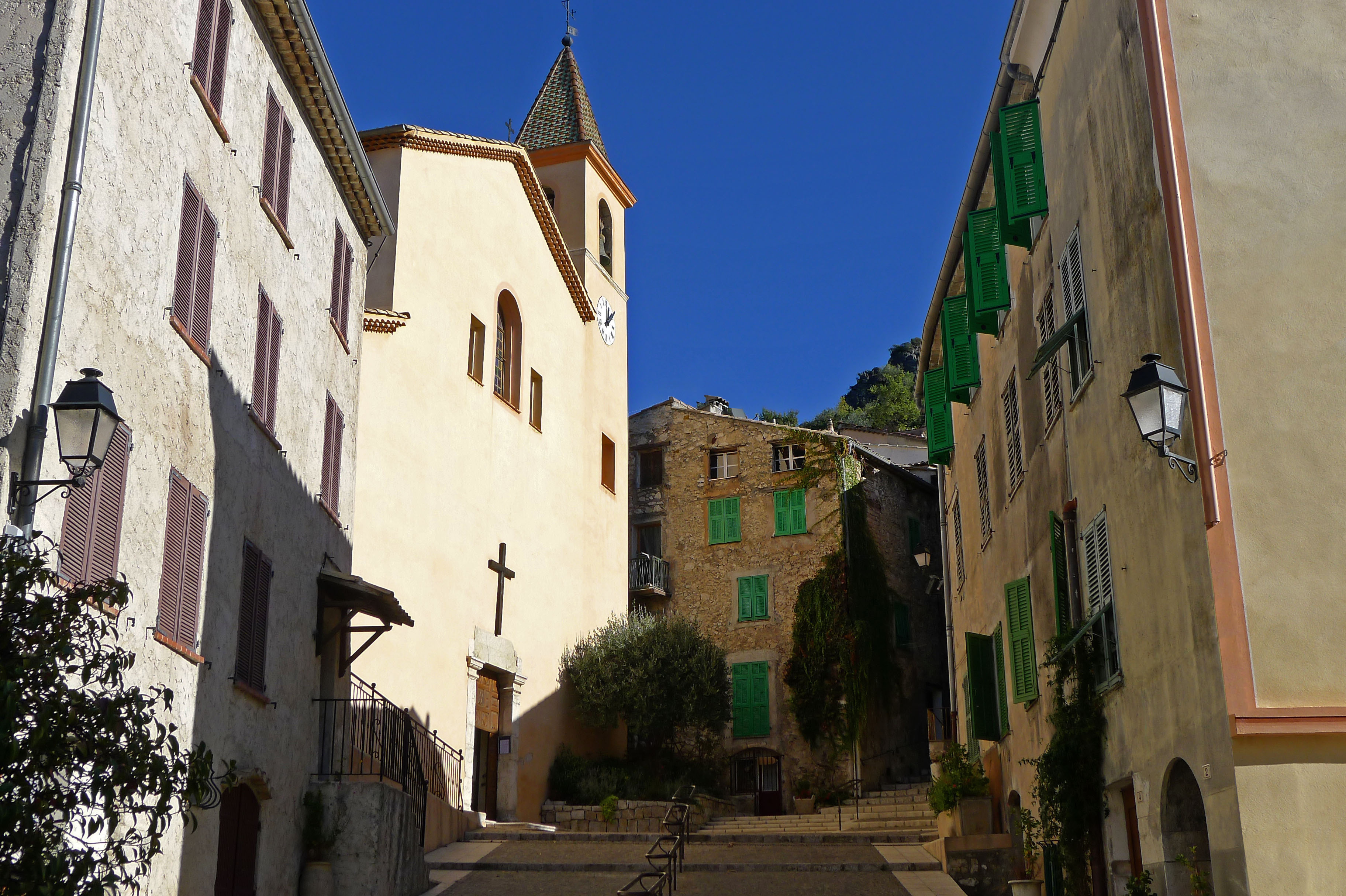
L'église Notre-Dame-de-l'Assomption.
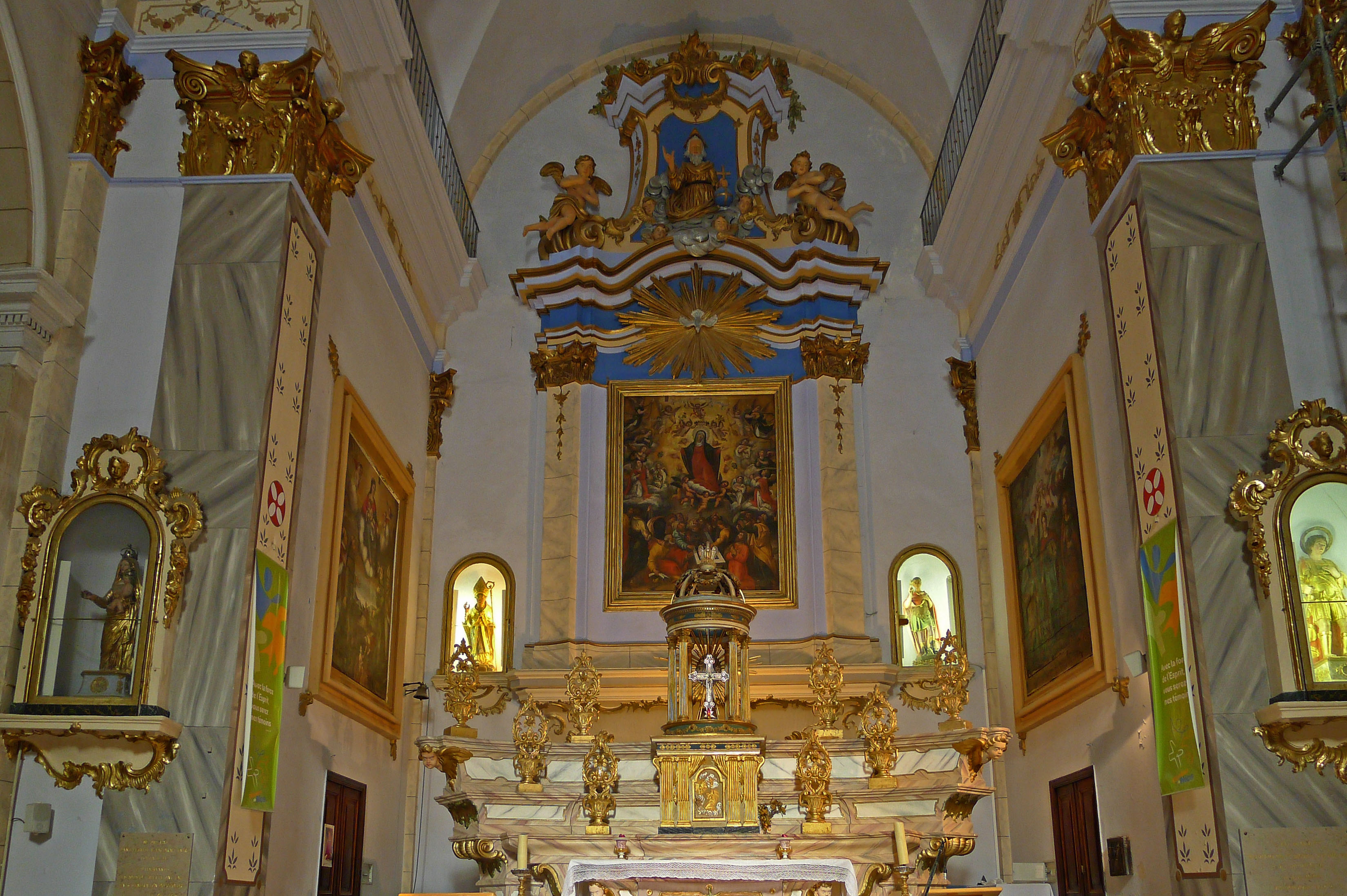
Le chœur de l'église.
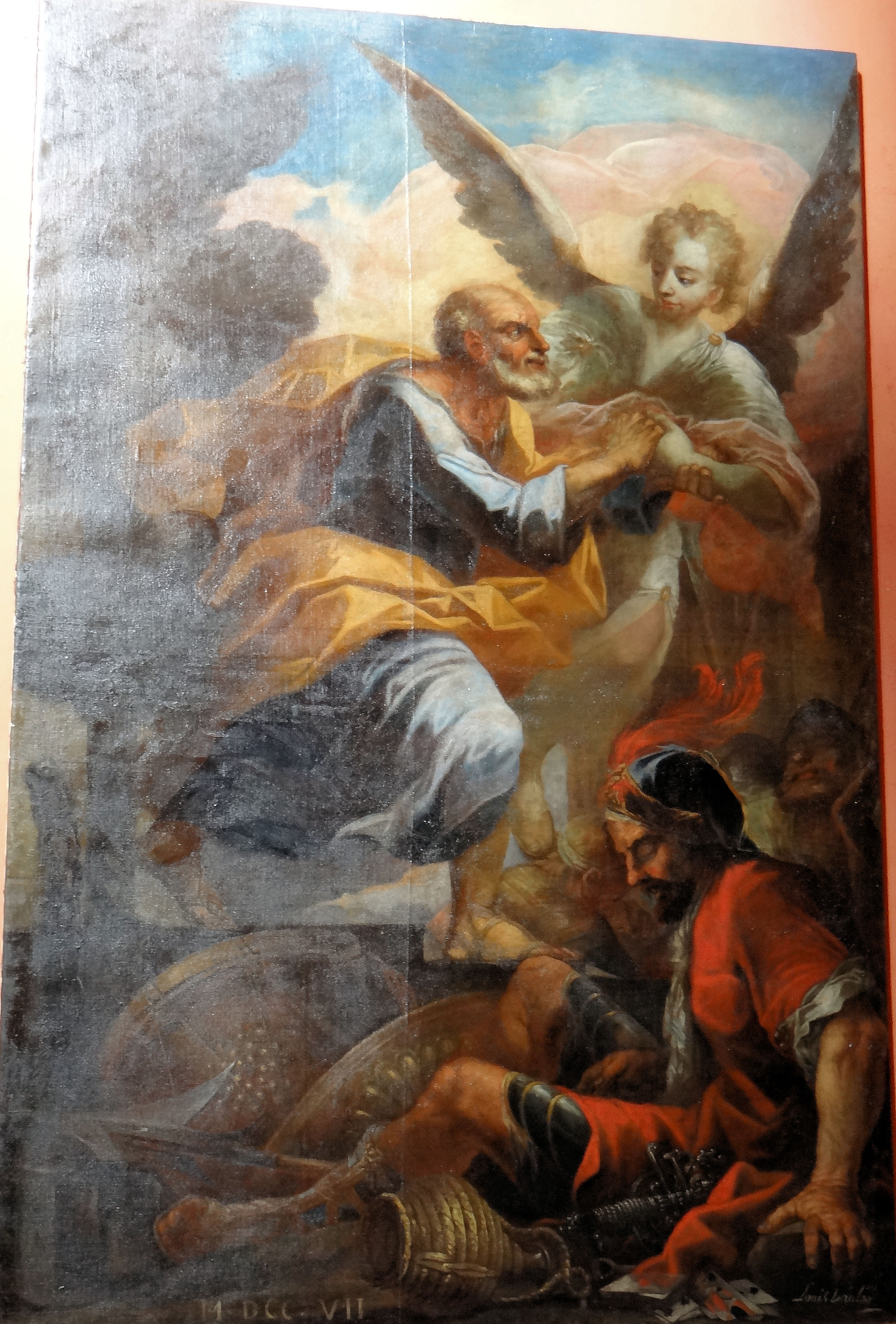
Saint Pierre délivré par l'ange.
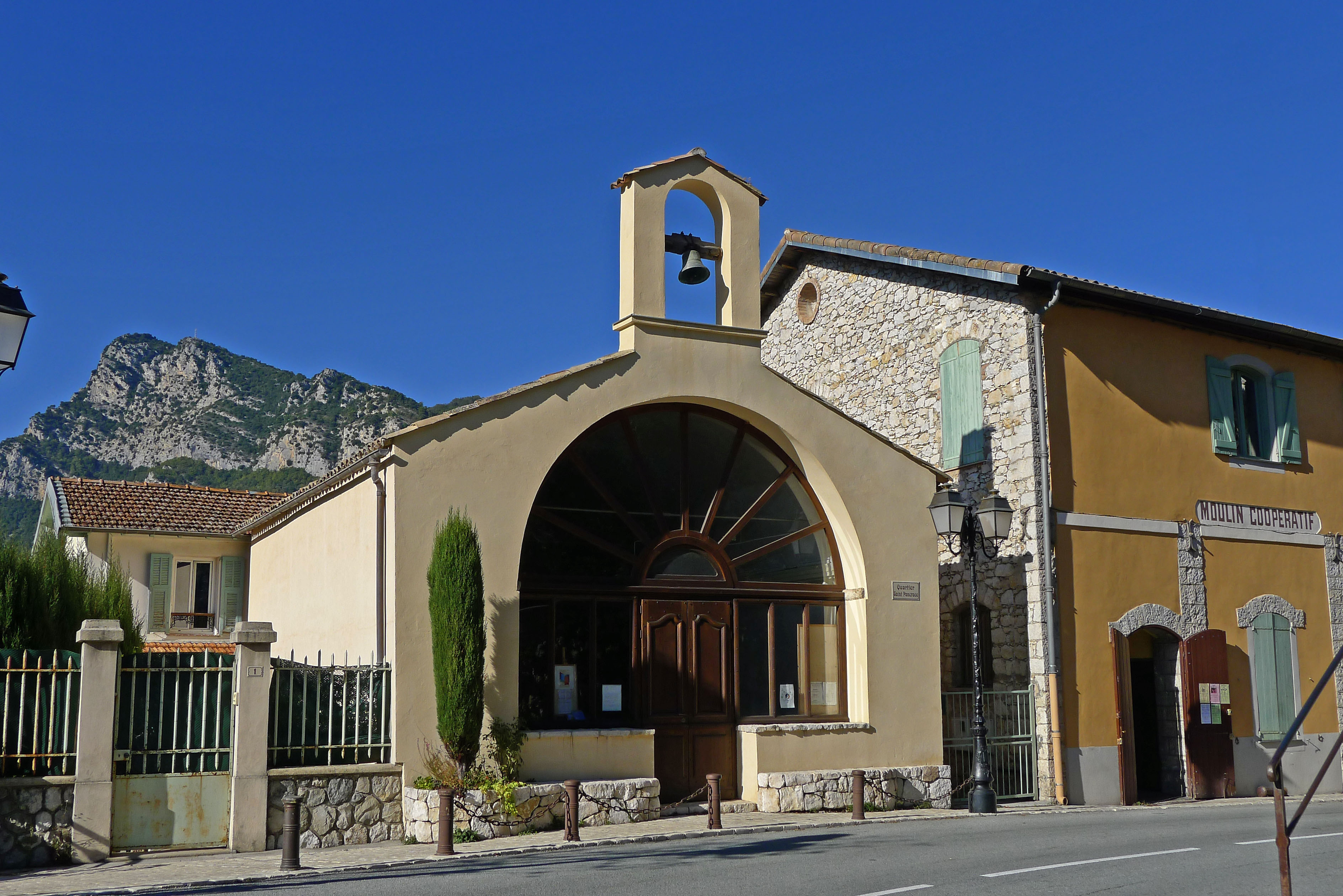
La chapelle Saint-Pancrace.
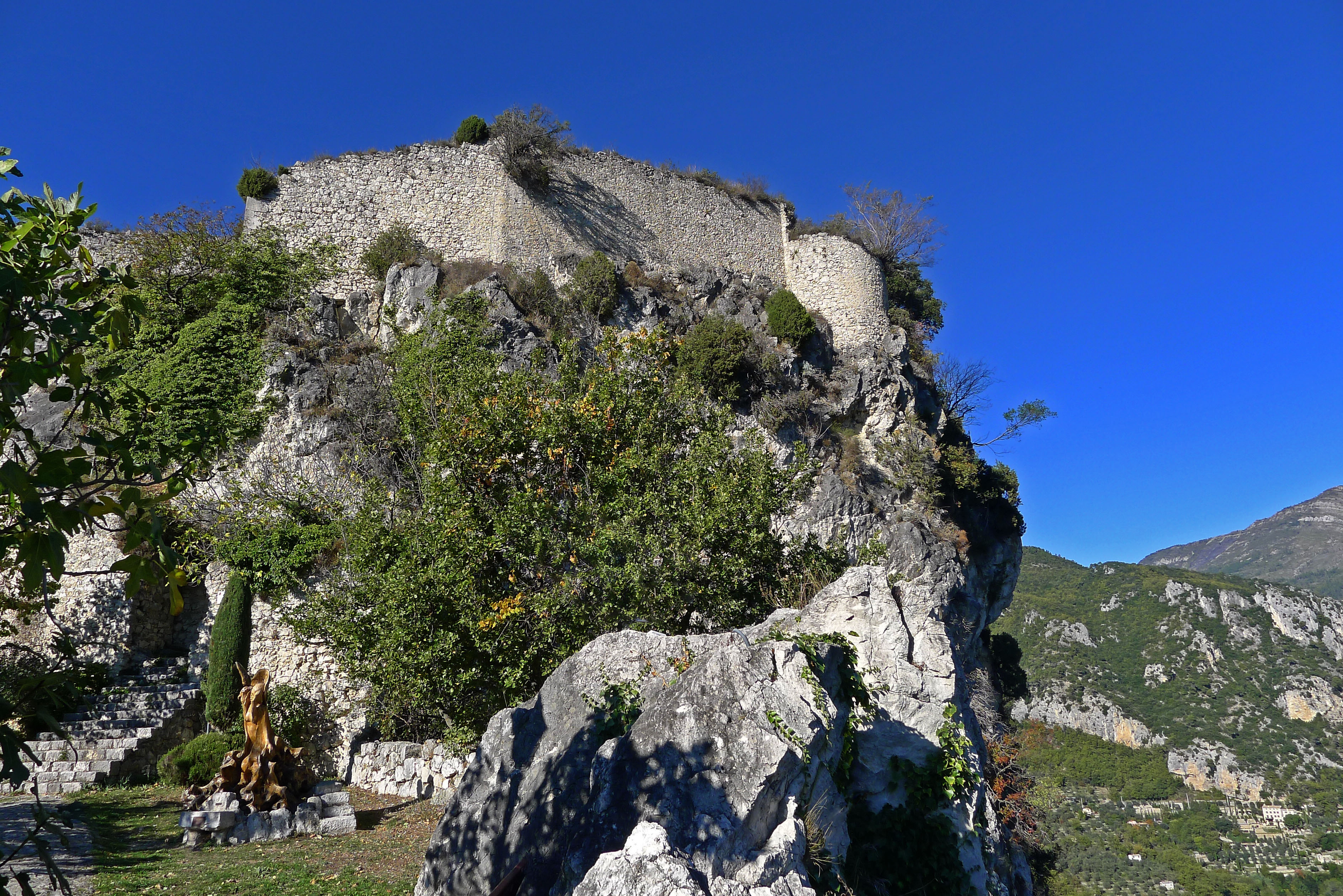
Le château.
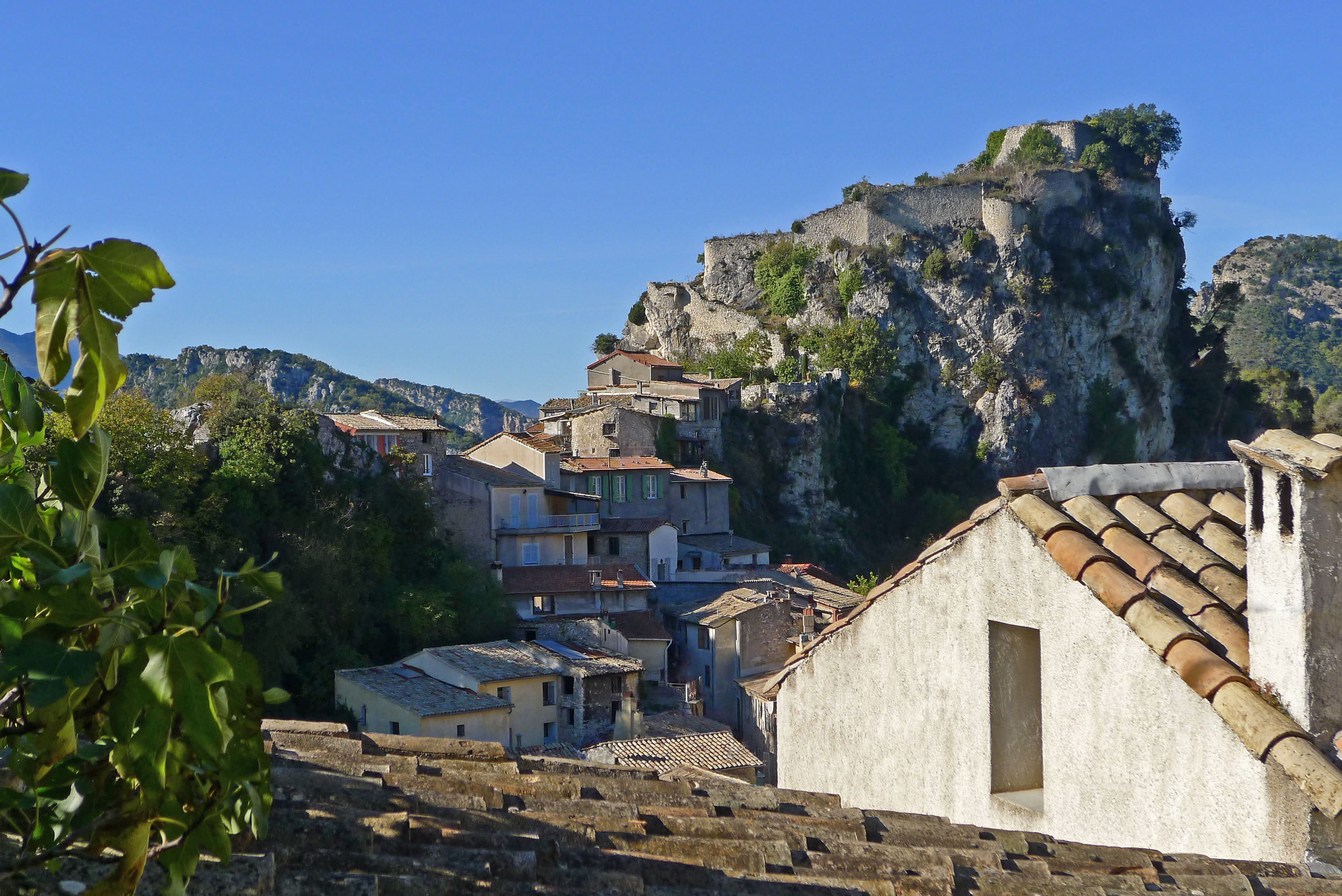
Vue du château depuis le haut de la ruelle du Soleil.
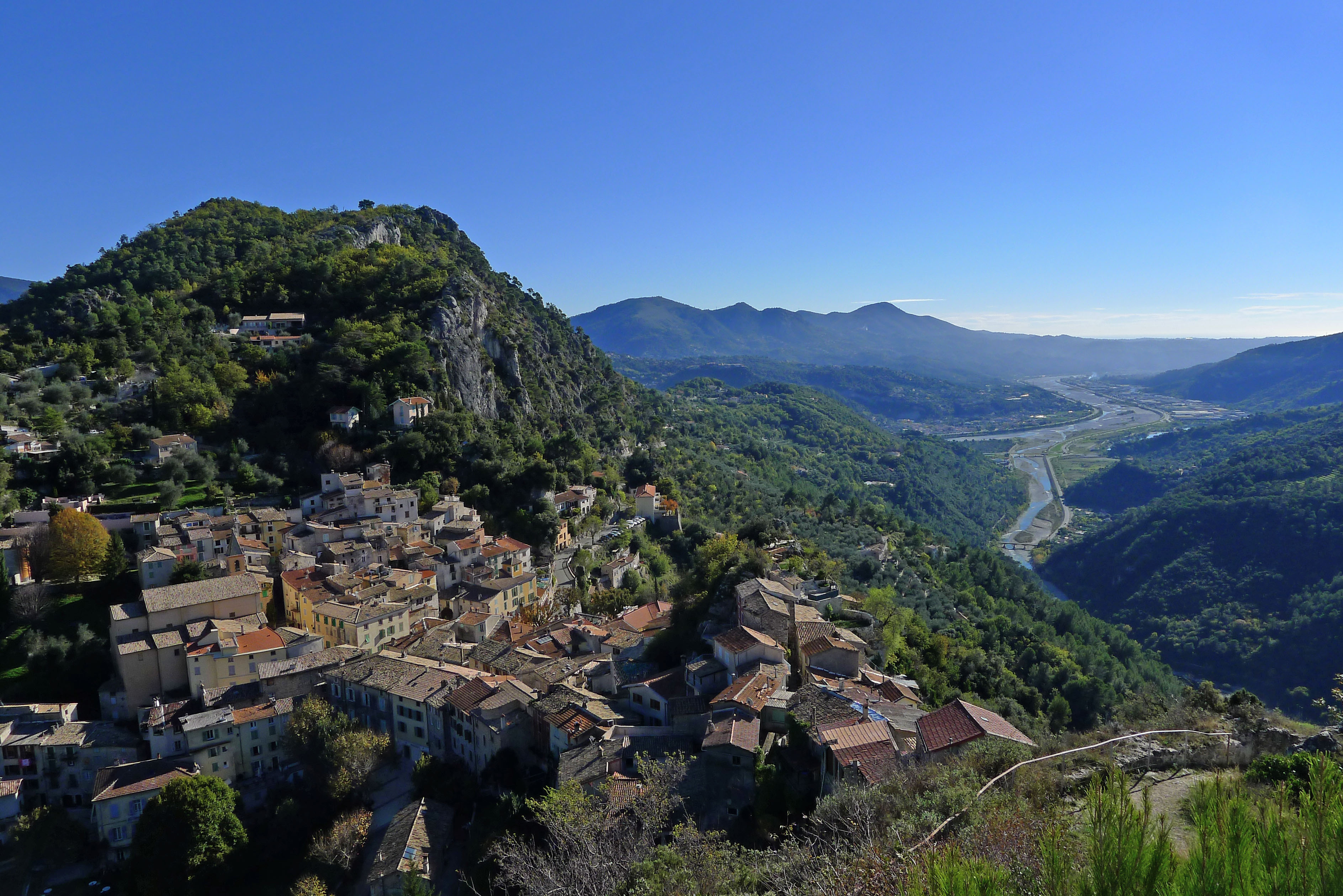
Vue sur le village de Gilette et sur le confluent de l'Estéron et du Var.

## Personnalités liées à la commune
- Famille Caïs de Gilette ou Cays de Gilette[60].
- Xavier Corporandi (sculpteur).
- L'aviateur Auguste Maïcon (1891-1974) a vécu à Gilette entre 1951 et 1961[61].